# Джеван-Булак (бриг, 1828)
«Джеван-Булак» — бриг Каспийской флотилии Российской империи. Находился в составе флота с 1828 по 1841 год, принимал участие в Русско-турецкой войне 1828—1829 годов, использовался в качестве транспортного и брандвахтенного судна, а по окончании службы был переоборудован в магазин.

## Описание брига
Парусный бриг с деревянным корпусом, длина судна по сведениям из различных источников составляла 20,78—20,8 метра, ширина — 6,7—6,71 метра, а осадка 3,3 метра. Вооружение судна состояло из 8 орудий.
Бриг получил своё название в память о победе русских войск в  города Ардебиль в Джеван-Булакском сражении 5 (17) июля 1827 года.

## История службы
Бриг «Джеван-Булак» был заложен на стапеле Астраханского адмиралтейства в ноябре 1827 года и после спуска на воду 13 (25) июня 1828 года вошёл в состав Каспийской флотилии России. Строительство корабля вёл кораблестроитель в звании подпоручика Корпуса корабельных инженеров С. О. Бурачёк.
Во время Русско-турецкой войны 1828—1829 годов в кампанию 1828 года обеспечивал доставку припасов и войск из Астрахани в действующую армию.
После окончания войны в 1830 году нёс брандвахтенную службу на рейде у Баку. В 1831 и 1832 годах совершал плавания в Каспийском море и использовался для доставки грузов из Астрахани в Баку, к устью реки Куры и острову Сара. В 1833 году вновь занимал брандвахтенный пост у Баку.
С 1835 по 1837 год также выходил в плавания в Каспийское море и использовался для доставки грузов из Астрахани в Баку, к устью реки Куры и острову Сара. В кампании с 1838 по 1840 год нёс брандвахтенную службу у острова Четырёхбугорный.
По окончании службы в 1841 году бриг «Джеван-Булак» был преоборудован в магазин.

## Командиры брига
Командирами брига «Джеван-Булак» в составе Российского императорского флота в разное время служили:
- П. И. Лихарев (1828 год);
- А. Н. Ладыженской (1829—1834 годы);
- С. С. Палицын (1835 год);
- В. И. Фофанов (1836—1837 год);
- А. С. Костыгов (1839—1840 годы).

### Комментарии
1. ↑  68 фута 2 дюймов[1].
2. ↑  22 фута[1].
3. ↑  10 футов 10 дюймов[1].
4. ↑  В книге Л. И. Голенищева-Кутузова «О судах Балтийского флота, построенных со времени вступления на престол государя императора Николая Павловича» ошибочно назван подполковником, фактически в книге указано звание кораблестроителя на момент выхода книги в 1843 году[5][6]